# همند (خوسف)
همند روستایی در دهستان خوسف بخش مرکزی شهرستان خوسف استان خراسان جنوبی ایران است. بر پایه سرشماری عمومی نفوس و مسکن در سال ۱۳۹۰ جمعیت این روستا ۱۸۶ نفر (در ۵۵ خانوار) بوده است.
امرار معاش مردم این روستا از طرق دامپروری و کشاورزی می باشد. از جاذبه های این روستا قلعه تاریخی واقع در مرکز روستاست که مشرف به دشت برمنج می باشد.
اکثر روستاییان از  طایفه نخعی می باشند.